# Ga Deokgye
Ga Deokgye là ga xe lửa trên Tuyến 1 của Tàu điện ngầm Seoul. Nó mở cửa vào tháng 12 năm 2007.

## Bố trí ga
| ↑ Deokjeong |
| \| ２       |
| Yangju ↓    |

| 1 | ●Tuyến 1 | ← Hướng đi Deokjeong · Dongducheon Jungang · Dongducheon · Yeoncheon |
| 2 | ●Tuyến 1 | → Hướng đi Uijeongbu · Đại học Kwangwoon · Guro · Incheon →          |

Kể từ tháng 11 năm 2017, cửa chắn sân ga đã đi vào hoạt động.

## Lối thoát
- Lối thoát 1: Trường trung học Deokgye, trường tiểu học Toksan, trường tiểu học Tokkye, trường trung học phổ thông Deokgye, trung tâm bảo vệ Deokgye
- Lối thoát 2: Trường tiểu học Dodoon